# Guxiang (sockenhuvudort i Kina, Henan Sheng, lat 33,87, long 113,92)
Guxiang är en sockenhuvudort i Kina. Den ligger i provinsen Henan, i den centrala delen av landet, omkring 100 kilometer söder om provinshuvudstaden Zhengzhou. Antalet invånare är 28 979. Befolkningen består av 14 047 kvinnor och 14 932 män. Barn under 15 år utgör 17,0 %, vuxna 15-64 år 72 %, och äldre över 65 år 9,0 %.
Runt Guxiang är det tätbefolkat, med 819 invånare per kvadratkilometer. Närmaste större samhälle är Jiangguanchi, 14,9 km norr om Guxiang. Trakten runt Guxiang består till största delen av jordbruksmark.
Genomsnittlig årsnederbörd är 847 millimeter. Den regnigaste månaden är september, med i genomsnitt 154 mm nederbörd, och den torraste är januari, med 6 mm nederbörd.